# Чувашско-Кищаковское сельское поселение
Чувашско-Кищаковское се́льское поселе́ние — муниципальное образование в Буинском районе Татарстана Российской Федерации.
Административный центр — село Чувашские Кищаки.

## История
Статус и границы сельского поселения установлены Законом Республики Татарстан от 31 января 2005 года № 17-ЗРТ «Об установлении границ территорий и статусе муниципального образования "Буинский муниципальный район" и муниципальных образований в его составе».

## Население
| 2010 | 2011 | 2012 | 2013 | 2014 | 2015 | 2016 |
| ---- | ---- | ---- | ---- | ---- | ---- | ---- |
| 730  | ↘726 | ↘712 | ↘702 | ↘673 | ↘644 | ↘621 |
| 2017 | 2018 |      |      |      |      |      |
| ↘609 | ↘592 |      |      |      |      |      |

## Состав сельского поселения
| № | Населённый пункт | Тип населённого пункта       | Население |
| - | ---------------- | ---------------------------- | --------- |
| 1 | Новоселки        | село                         |           |
| 2 | Таковары         | село                         |           |
| 3 | Чувашские Кищаки | село, административный центр |           |